# Deerfield (New Hampshire)
Deerfield ist eine Town im Rockingham County in New Hampshire. Das U.S. Census Bureau hat bei der Volkszählung 2020 eine Einwohnerzahl von 4.855 ermittelt.
Überregionale Bekanntheit hat die „Deerfield Fair“ als älteste Veranstaltung ihrer Art, eine Mischung aus Landwirtschaftsschau und Volksfest. Der Name kommt möglicherweise von Deerfield in Massachusetts. Von dort waren frühe Siedler nach New Hampshire gegangen.

## Lage
Deerfield liegt im Nordwesten von Rockingham County. Im Westen grenzt es an Merrimack County. Von Norden im Uhrzeigersinn grenzen an Northwood, Nottingham, Raymond und Candia. Zu Deerfield gehören die Ortsteile Deerfield Center, Deerfield Parade, Leavitts Hill, South Deerfield sowie Mt. Delight.

## Geschichte
Im Jahre 1722 wurde Nottingham im Nordosten des heutigen Deerfield zugeteilt. Letzteres wurde in den späten 1730er Jahren besiedelt. 1742 wurde im Gebiet von Parade eine Garnison zum Schutz vor Ureinwohnern errichtet. Infolge der Lage an der Hauptstrecke zwischen Portsmouth und dessen Hafen und Concord entwickelte sich Deerfield zu einem Handels- und Gewerbezentrum.
1756 wurde erstmals ein Antrag auf Gründung einer unabhängigen Gemeinde gestellt. Dieser wurde abgelehnt. Dem nächsten Antrag im Jahre 1765 wurde stattgegeben. Die Beurkundung datiert auf den 8. Januar des Folgejahres und ist von Gouverneur Benning Wentworth unterzeichnet. Das erste Bürgertreffen fand am 30. desselben Monats statt. Im Jahre 1773 zählte man 911 Einwohner, bei der ersten offiziellen Volkszählung im Jahre 1790 wurden 1619 Einwohner gezählt.
Die Bürger Deerfields im 18. Jahrhundert waren ungewöhnlich wohlhabend und gebildet. Infolgedessen wurde in Deerfield im Jahr 1798 eine Hochschule gegründet, die als die Akademie bekannt war (engl.: the academy). Das Gebäude wurde letztlich an den Schulbezirk Parade verkauft und brannte im Jahre 1842 ab. Die Gemeinde liegt an der historischen Strecke von Portsmouth nach Concord und wurde zur Zeit der Staatsgründung als Hauptstadt in Erwägung gezogen.
In der Zeit bis 1820 prosperierte Deerfield. Neben dem Bau von Straßen wurden Farmen angelegt oder erweitert, bis um 1820 der größte Teil des Gemeindegebietes gerodet war. Im gleichen Jahr zählte man 2133 Einwohner. Danach kam es zu einem Niedergang. Ursächlich waren neben der mangelnden Rentabilität des Ackerbaus auch der Bau der Eisenbahn, der an Deerfield vorbeiging und den Verkehr mit den entsprechenden Einnahmen verlagerte. Zugleich aber kamen erste Sommergäste. 1850 hatte das neue Stadtzentrum drei Kirchen, einen Laden, ein Hotel und ein neues Rathaus, und in den 1880er Jahren entwickelte Deerfield sich zu einem bescheidenen Sommerurlaubsort.
Im Jahre 1876 wurde die erste „Deerfield Fair“ abgehalten.
Vor dem Zweiten Weltkrieg im Jahr 1930 hatte Deerfield nur noch 635 Einwohner. Nach dem Krieg erholte sich die Gemeinde langsam. In den fünfziger Jahren wurde eine neue Oberschule gebaut. Ab 1970 nahm die Bevölkerung schneller zu, bis auf 3300 Einwohner im Jahr 1990. Laut dem Census von 2020 hatte Deerfield in jenem Jahr 4.855 Einwohner.

### Zur Zeit der Revolution
Deerfield leistete einen aktiven Beitrag im amerikanischen Unabhängigkeitskrieg auf Seiten der Unabhängigkeitsbewegung. Neben Geldmitteln nahmen Einwohner aktiv an Kampfhandlungen teil, unter anderen bei Lexington und in Rhode Island. Die Namen von achtzehn Gefallenen wurden überliefert. Ein Mann aus Deerfield, Major John Simpson, soll bei Bunker Hill den ersten Schuss vorzeitig abgefeuert haben, noch ehe der Gegner die vorgesehene Schussentfernung erreicht hatte.
Eine Erklärung, das man unter Gefahr für Leib und Vermögen, bis zum Äußersten mit Waffen gegen das feindselige Vorgehen der britischen Armee und Flotte gegen die Vereinigten Amerikanischen Kolonien kämpfen werde, wurde von 139 Einwohnern unterzeichnet. Vierzehn lehnten die Unterschrift ab.

## Verwaltung und Öffentliche Einrichtungen
Als Town neuenglischer Prägung obliegt die Verwaltung einem Gemeinderat, dessen Mitglieder gewählt werden. Die Polizei arbeitet in Vollzeit, Feuerwehr und medizinische Erstversorgung auf Freiwilligenbasis. Das nächstgelegene Krankenhaus ist das Elliot Hospital in Manchester in achtzehn Meilen Entfernung.
Am Ort gibt es die öffentliche Philbrick-James-Bibliothek sowie eine Grundschule bis zur achten Klasse. Weiterführender Schulbesuch erfolgt über Concord oder Pembroke. Die nächstgelegenen Colleges bzw. Universitäten sind das St. Anselm College, die Southern NH University sowie die University of New Hampshire at Manchester.

### Verkehr
Erschlossen wird der Ort über die Staatsstraßen NH 43 und NH 107. Der nächstgelegene Interstate ist der I-93 in fünfzehn Meilen Entfernung, der nächstgelegene Flughafen der Manchester-Boston-Airport.

## Personen
- Major John Simpson, gest. 1825, feuerte angeblich den ersten Schuss bei Bunker Hill

### Hier geboren
- Nathaniel Upham (1774–1829), Politiker
- Benning W. Jenness (1806–1879), Politiker (Demokratische Partei)
- Enoch W. Eastman (1810–1885), Politiker
- Benjamin Franklin Butler (1818–1893), Politiker und General der Nordstaaten im Sezessionskrieg
- Erica Campbell (* 1981), Nacktmodell und Softcore-Pornodarstellerin

### Hier gestorben
- Josiah Butler (1779–1854), Politiker